# Gulins
Gulins är ett konfektionsbolag i Göteborg, som grundades av Sven Petter (Olsson) Gulin (1866–1945) från Bårslöv i Malmöhus län.
Sven Gulin (den äldre) var först tillskärare 1899–1911 hos AB Otto Berlin i Göteborg, men startade 1911 firman Gulin, Wejdenborg & Co tillsammans med två kompanjoner. År 1916 startade han eget skrädderi och herrekiperingsaffär under namnet firma Sven Gulin. De hade först sin lokal vid Rosenlundsplatsen, men flyttade 1927 till fastigheten Järntorgsgatan 2 i Pustervik. År 1925 ombildades firman till aktiebolag. Sven Gulin d.ä. var verksam i företaget till sin död 1945. Sonen Sven Gulin j:r anställdes i firman 1923.
Den 18 december 1940 manade de tre Göteborgsköpmännen Richard Berlin, Sven Gulin j:r och Valerius Hansson i ett öppet brev i Göteborgs-Posten till bojkott av redaktör Torgny Segerstedt och Göteborgs Handels- och Sjöfartstidning. De menade i skrivelsen, som kom att kallas för skräddarprotesten, att de negativa artiklar om Nazityskland som publicerades i Göteborgs Handels- och Sjöfartstidning inverkade menligt på handeln med tredje riket. Om det även fanns antisemitiska orsaker till detta ställningstagande, inte minst på grund av konkurrens från judiska företagare som Aron Katz är omdiskuterat, men i varje fall en av far och son Sven Gulin var medlem i Svenska Antisemitiska Föreningen.
Till att börja med var det en herrekiperingsaffär, men under efterkrigsåren expanderade man till en landsomfattande butikskedja inom dam- och herrkonfektion under firmanamnen Gulins och Pepita. År 1954 öppnades ett herrmodehus vid Östra Hamngatan i Göteborg. 
AB Sven Gulin hade sitt huvudkontor vid Kungsgatan 7 åren 1959–1964.
År 1988 överläts konfektionsrörelsen till det då ICA-ägda Lindex och bolaget fortsatte som förvaltare av de fastigheter som förvärvats under rörelsens expansion. I samband med att Ica 1993 sålde Lindex överläts Gulins-butikerna till den norska kedjan Adelsten som ett par år senare uppgick i Kapp-Ahl.
Gulinshuset vid Hantverksvägen i Sisjön i södra Göteborg uppfördes som huvudkontor för Gulins i två etapper; 1976–1977 samt 1986–1987. Den sammanlagda våningsytan är 24 400 kvadratmeter. Arkitekt var Semrén Arkitektkontor.